# 關朗
關朗（生卒年不詳），字子明，北魏河東解州人。東漢末年關羽的玄孫，精通經史子籍諸論，有經世治國的棟樑才幹，但由於志不在求官，魏文帝屢次徵他做官，他都拒而不仕，甘做一個沉浮於鄉里的隱士和易經學家。

## 著作
- 《關氏易傳》一卷[2]